# 1973 års bibelkommission

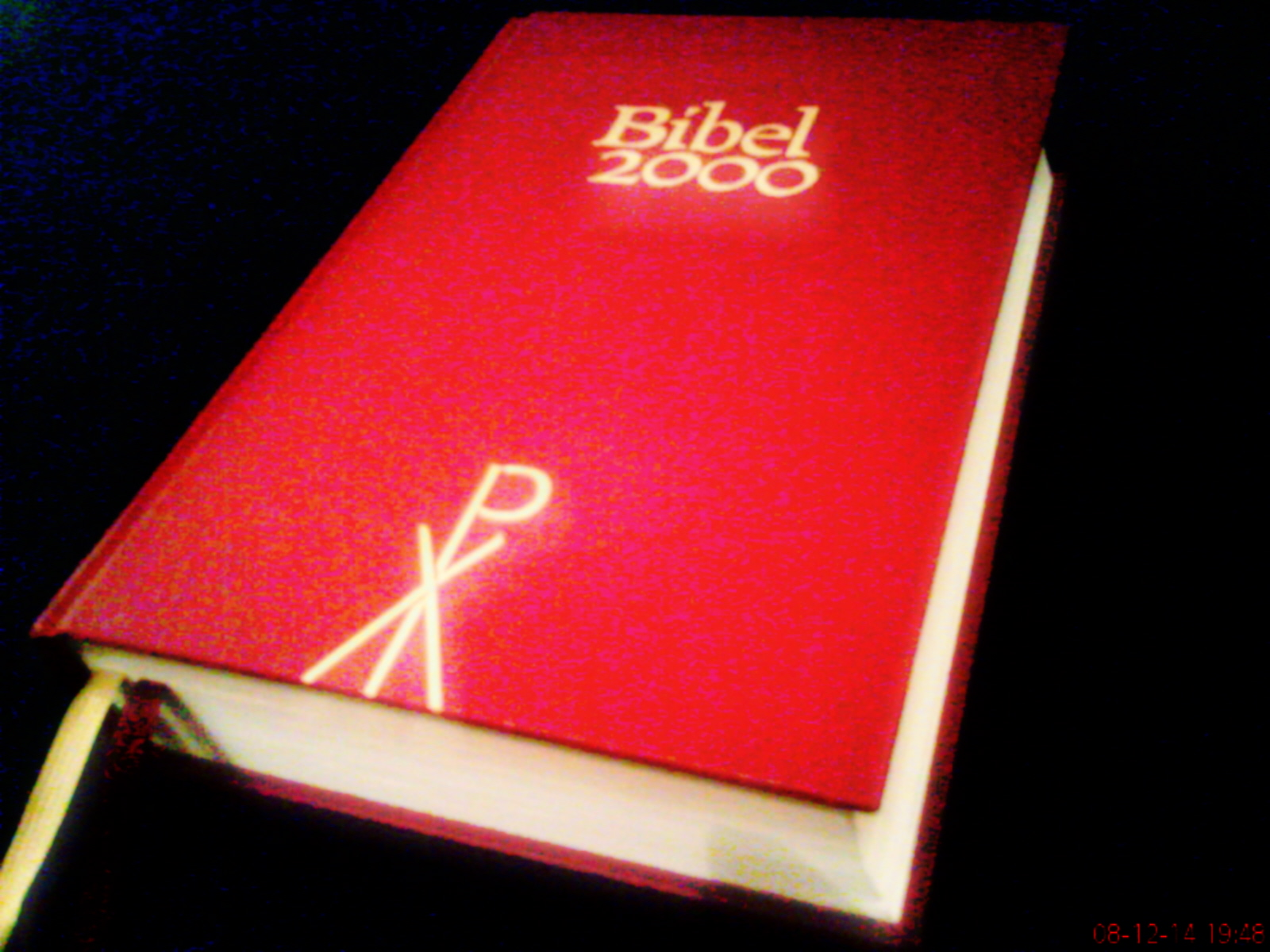
Bibel 2000

1973 års bibelkommission var den statliga utredning som arbetade mellan åren 1973 och 2000 och vars arbete bland annat omfattade NT 81 (Nya Testamentet) och fullbordades med Bibel 2000, den nya bibelöversättningen. Ordförande var under senare delen av arbetet Bertil Hansson.
Inom ramarna för uppdraget producerade Bibelkommissionen fem betänkanden. En i departementsserien fyra i statens offentliga utredningar:
- Ds. U 1977:3 Att översätta apokryferna
- SOU 1981:56 Bibeln. Nya Testamentet
- SOU 1986:45 Bibeln. Tillägg till Gamla testamentet. De apokryfa eller deuterokanoniska skrifterna.
- SOU 1999:100 Bibeln - texterna
- SOU 2000:100 Bibeln, sex volymer slutbetänkande
  - 1. Gamla testamentet I
  - 2. Gamla testamentet II
  - 3. Gamla testamentet III
  - 4. Tillägg till Gamla testamentet
  - 5. Nya testamentet
  - 6. Övrigt

Upphovsrätten till den nya bibelöversättningen ägs nu av staten, men förvaltas av Svenska Bibelsällskapet enligt ett avtal mellan staten, förläggarna (representerade av Svenska Bokförläggareföreningen och Kristna Bokförläggareföreningen) samt Svenska Bibelsällskapet. Royaltyn tillfaller Bibelfonden som ska bidra till det framtida översättningsarbetet.

## Medarbetare (i urval)
- Bertil Albrektson
- Staffan Björck
- Per Block
- Gunnar Harding
- Harry Lindström
- Jonas Palm
- Agneta Pleijel
- Harald Riesenfeld
- Gun-Britt Sundström
- Tomas Tranströmer
- Karl Vennberg
- Christer Åsberg

### Fotnoter
1. ↑  ”Bibelns historia”. Ddagen. 12 december 2002. http://www.dagen.se/kultur/bibelns-historia-1.255904. Läst 5 maj 2016.